# Zbyňov
Zbyňov (ungarisch Zebény – bis 1907 Zbinyó) ist eine Gemeinde im Norden der Slowakei mit 899 Einwohnern (Stand 31. Dezember 2024) im Okres Žilina, einem Kreis des Žilinský kraj.

## Geografie

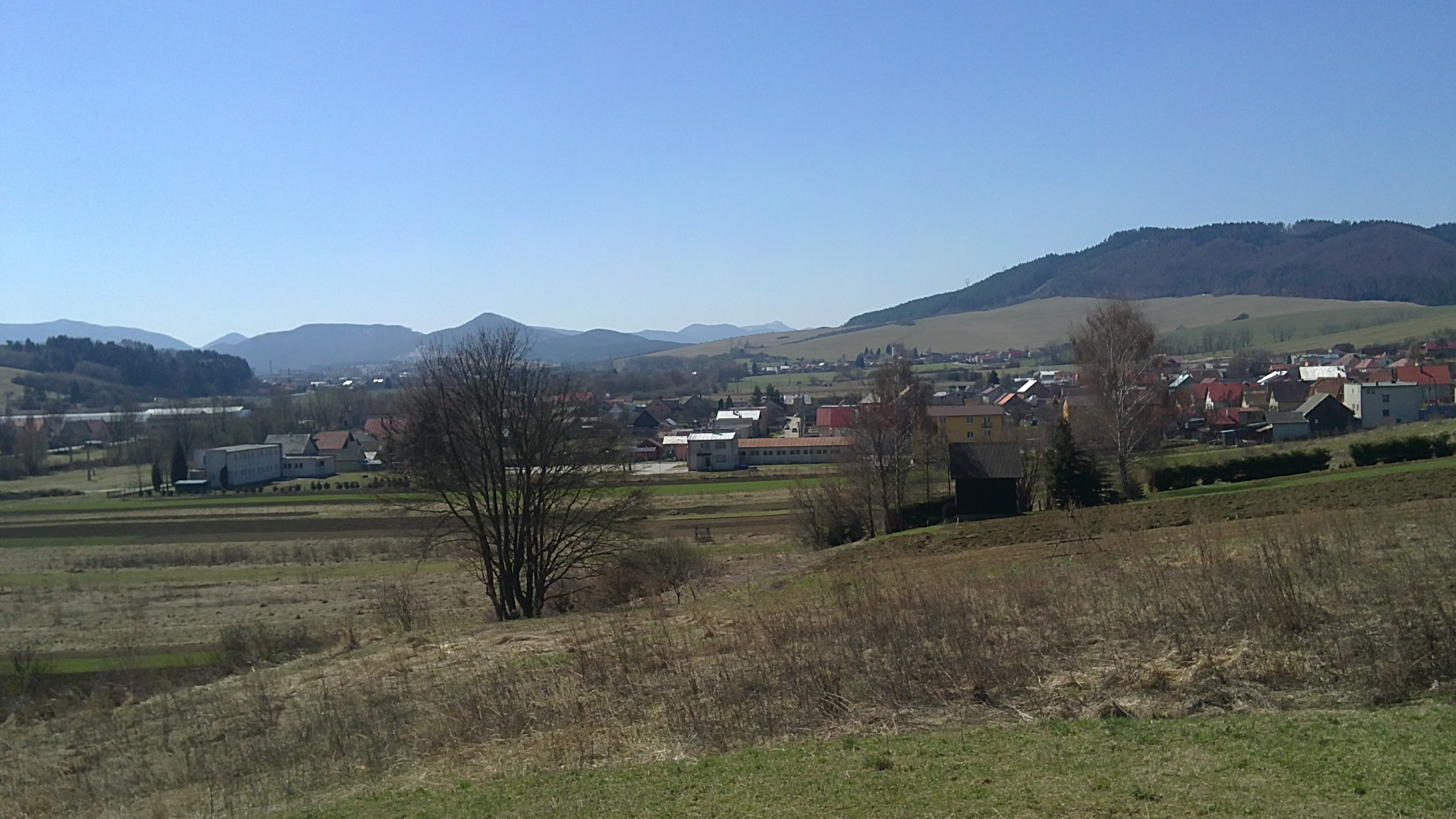
Zbyňov

Die Gemeinde befindet sich im Südwestteil des Talkessels Žilinská kotlina, überwiegend am linken Ufer der Rajčanka. Teilweise hat die Gemeinde Anteil am westlich gelegenen Gebirge Súľovské vrchy. Das Ortszentrum liegt auf einer Höhe von 430 m n.m. und ist fünf Kilometer von Rajec sowie 17 Kilometer von Žilina entfernt.
Nachbargemeinden sind Lietavská Svinná-Babkov im Norden, Rajecké Teplice im Nordosten, Konská im Osten, Kľače im Süden, Jasenové im Südwesten und Súľov-Hradná im Westen.

## Geschichte
Der Ort wurde zum ersten Mal 1407 als Izben schriftlich erwähnt und war Teil des Herrschaftsguts der Burg Lietava. Damals war István, Sohn von Lambert, Richter von Rajec Erbrichter von Zbyňov. 1545 stand im Dorf ein befestigtes Landschloss. 1598 standen 19 Häuser im Ort, 1828 zählte man 64 Häuser und 592 Einwohner, die als Hirten, Imker und Landwirte beschäftigt waren. Die erste Schule wurde 1909 gegründet.
Bis 1918 gehörte der im Komitat Trentschin liegende Ort zum Königreich Ungarn und gehörte danach zur Tschechoslowakei beziehungsweise heute zur Slowakei.

## Bevölkerung
| Jahr                | 1994 | 2004    | 2014    | 2024    |
| ------------------- | ---- | ------- | ------- | ------- |
| Anzahl der Personen | 807  | 853     | 835     | 899     |
| Unterschied         |      | +5,70 % | −2,11 % | +7,66 % |

| Jahr                | 2023 | 2024    |
| ------------------- | ---- | ------- |
| Anzahl der Personen | 883  | 899     |
| Unterschied         |      | +1,81 % |

Gemäß der Volkszählung 2011 wohnten in Zbyňov 836 Einwohner, davon 826 Slowaken und ein Tscheche. Ein Einwohner gab eine andere Ethnie an und acht Einwohner machten keine Angabe zur Ethnie.
771 Einwohner bekannten sich zur römisch-katholischen Kirche, sechs Einwohner zur Evangelischen Kirche A. B. und ein Einwohner zu den Zeugen Jehovas; ein Einwohner bekannte sich zu einer anderen Konfession. 32 Einwohner waren konfessionslos und bei 25 Einwohnern ist die
Konfession nicht ermittelt.

## Bauwerke und Denkmäler
- Glockenturm aus dem ersten Drittel des 19. Jahrhunderts
- Kapelle am Friedhof aus dem 19. Jahrhundert

## Verkehr
Zbyňov besitzt eine Haltestelle an der Bahnstrecke Žilina–Rajec und ist über einen Abzweig an der Straße 1. Ordnung 64 zwischen Žilina und Rajec erreichbar.